# Ramon Campins i Serra
Ramon Campins i Serra (Barcelona, 7 d'octubre de 1900 - Barcelona, 4 d'abril de 1973) fou un futbolista català de la dècada de 1920. Durant la seva carrera destacà principalment a la UE Sants, club on jugà entre 1922 i 1925. Anteriorment havia jugat al FC Barcelona, sense arribar a jugar partits oficials amb el club. La temporada 1925-26 defensà els colors del Reial Múrcia CF i la temporada 1926-27 retornà al Barça, però tornà a jugar només partits no oficials.